# فرفاري (المهرة)

تعديل مصدري - تعديل

فرفاري هي إحدى قرى عزلة جاذب بمديرية حوف التابعة لمحافظة المهرة، بلغ تعداد سكانها 32 نسمة حسب تعداد اليمن لعام 2004.